# Antônio de São José Moura Marinho
Dom Frei Antônio de São José Moura Marinho, O.S.A. (Viana do Minho, 21 de fevereiro de 1704 - Lisboa, 9 de agosto de 1779) foi um prelado português, arcebispo da Bahia e Primaz do Brasil.

## Biografia
Foi ordenado padre pela Ordem de Santo Agostinho em 26 de setembro de 1728. Fez doutorado em teologia na Universidade de Coimbra. Foi nomeado bispo de São Luís do Maranhão em 2 de outubro de 1755, tendo seu nome confirmado em 19 de julho de 1756 pelo Papa Bento XIV. Foi ordenado em 21 de setembro desse mesmo ano, sendo seu consagrante o núncio apostólico em Portugal, Filippo Acciaiuoli, coadjuvado por Francisco Xavier Aranha, bispo-coadjutor de Olinda. Tomou posse da diocese por procuração, até chegar em São Luís, em 8 de setembro de 1757. Fez a entrada solene em 18 de setembro. Teve divergências constantes com os governadores Gonçalo Pereira Lobato e Sousa e Joaquim de Melo e Póvoas, além de sofrer as consequências da perseguição do Marquês de Pombal aos Jesuítas e outros religiosos. Foi chamado à Metrópole em 18 de junho de 1766 e, após sua chegada, foi internado no Convento de Santo Agostinho em Leiria, onde permaneceu até 1778, após a morte de Dom José I e a queda do Marquês de Pombal.
Foi elevado a Arcebispo de São Salvador da Bahia em 1 de junho de 1778, sendo seu nome confirmado em 20 de julho do mesmo ano, mas não chegou a fazer a entrada episcopal, vindo a falecer ainda em Lisboa, no Convento da Graça, onde estava residindo, em 9 de agosto de 1779.